# Bam Margera
Bam Margera, de son vrai nom Brandon Cole Margera (né le 28 septembre 1979 à West Chester), est un skateboarder professionnel, cascadeur, acteur, réalisateur, animateur radio, star de la série télévisée Viva La Bam et membre de Jackass, aux côtés entre autres de Johnny Knoxville et de Steve-O.

## Biographie
Bam, Brandon de son vrai prénom, est né à West Chester, juste à côté de Philadelphie en Pennsylvanie le 28 septembre 1979. Il reçoit son premier skate en 1988 et commence à pratiquer ce qui va devenir sa passion. Sa famille se compose de Phil et April, ses parents, et de Jess, son frère, qui deviendra batteur pour le groupe de rock alternatif CKY (Camp Kill Yourself). À l'école il rencontre des personnes comme Ryan Gee, Brandon DiCamillo ou encore Chris Raab. Parallèlement, il progresse en skate et devient professionnel. C'est ainsi qu'il fera la connaissance de Tony Hawk, mais aussi de skaters moins connus tels que Kerry Getz, Mike Maldonado, Chris Aspite (Hoof) ou Arto Saari. Avec ses camarades de classe de l'époque, il décide de tourner sa propre vidéo de skate après avoir participé aux vidéos d'Élément, de Toy Machine ou d'Adio. Cette vidéo s'appelle Camp Kill Yourself, elle fait apparaître les skateurs que connaît Bam, et montre des dérives assez hallucinantes (voir rubrique CKY) ; il en existera 4 opus plus fous les uns que les autres. C'est ainsi que Johnny Knoxville le repère, et avec certains membres de la troupe de CKY, il participe à l'émission Jackass.
Ses parents, Phil et April Margera, sont de bons amis des Jackass et participent même à plusieurs de leurs cascades.

### À la télévision
Margera crée ses propres vidéos de skateboard connues sous le nom de la tétralogie CKY, lequel est aussi le nom du groupe de rock de son frère Jess.

#### Jackass
Le succès de Bam débute en fait avec la série Jackass,, où son équipe rejoint celle de Johnny Knoxville pour un mélange explosif de cascades, skateboard, et défis de toutes sortes.
Ensemble, ils forment un groupe de 9 personnes : Johnny Knoxville, Bam Margera, Ryan Dunn, Steve-O, Chris Pontius, Jason "Wee Man" Acuña, Preston Lacy, Ehren McGhehey et Dave England.

#### Viva la Bam
Sa série Viva La Bam, diffusée sur MTV et au Québec sur MusiquePlus, sous-titrée en français, fait souvent apparaître les longues souffrances de ses parents, Phil et April, de son oncle Vincent Margera ("Don Vito"), et de son ex-fiancée Jenn Rivell (Margera rompit avec Rivell début 2005). Les singeries télévisuelles de Bam atteignent généralement les limites tolérées du "bon goût" en choquant et offensant, s'attirant de ce fait un grand nombre de détracteurs qui affirment que le trublion profite de l'humiliation et des mésaventures des autres. Toutefois, Margera est également soutenu par un grand nombre de fans, majoritairement des adolescents ou de jeunes adultes. L’équipe de Margera dans la série est composée de Ryan Dunn, Brandon DiCamillo, Rake Yohn et de Raab Himself.
Les derniers épisodes du show de Margera ont montré qu’il possédait un Hummer H2 rouge de 2003 ainsi qu’une Lamborghini Gallardo violette. Un épisode récent montre toutefois la destruction du H2 par Don Vito qui le fit tomber du haut d'une carrière (Saison 5 épisode 6). La Lamborghini Gallardo a été modifiée avec l’aide d’un de ses amis, Billy Idol, afin de l'équiper d'un toit ouvrant (un rectangle approximatif crûment découpé à la scie sauteuse). Bam se vante de posséder le seul véhicule de cette sorte comportant un toit ouvrant. Depuis la fin du tournage de Viva La Bam, Bam a remplacé le H2 rouge par un autre, bleu. En outre, il a sorti en juin 2005 un album contenant des chansons de ses groupes préférés, album qu'il a nommé Viva La Bands. Il fut suivi d'un Viva La Bands Vol 2 en septembre 2007.

### Au cinéma
Margera dirigea et écrivit en collaboration avec Brandon DiCamillo un film indépendant à petit budget nommé Haggard sorti en 2003, où lui et ses amis jouèrent. Margera joua aussi un petit rôle dans le film de skate Grind.
Il travaille en ce moment à l’écriture, la production et la direction de son nouveau film, une suite de Haggard, qui s’appellera Kiss a Good Man's Ass. Il a aussi annoncé qu’il travaillait sur un nouveau film, The Dream Seller, d'un surnom pour son ami et compagnon skater de longue date Brandon Novak.
Il fait également partie de la Jackass Crew, 3 saisons, 5 films, soit : Jackass, le film, Jackass: Number Two, Jackass: 2.5, Jackass: 3D et Jackass 3.5.
Bam et ses compagnons ont tourné un film en Finlande, avec The Dudesons, s'intitulant Bam Margera Presents: Where the #$&% Is Santa? Il est sorti le 2 décembre 2008 en dvd et blu-ray disc aux États-Unis (région 1 seulement !).

### Comme skateboarder
Comme skateboarder professionnel, Margera a réussi The Loop (la Boucle) à Phoenix en Arizona. Il devint alors officiellement le treizième skater et le premier skater de rue à la réussir.
Il apparaît dans plusieurs jeux de la série Tony Hawk plus particulièrement dans Tony Hawk Underground 2 où lui et Tony traversent le monde lors du World Destruction Tour.
Il faisait partie de la Team Élément et était sponsorisé par Adio Footwear (cali-strong)  Destructo Trucks, Speed Metal Bearings, Electric et Fairman's Skateshop.

### Vie privée
Bam Margera a eu une longue relation avec Jennifer Rivell, d'abord sa petite amie puis sa fiancée, qui a pris fin au début de l'année 2005. Lors d'une interview avec la radio locale de Philadelphie Q102, Jennifer a affirmé que Bam avait eu des relations sexuelles avec Jessica Simpson, une information également confirmée par Phil Margera. Jennifer a aussi accusé Bam de l'avoir trompée avec 40 à 50 autres femmes, se basant sur la lecture non autorisée de ses courriels et messages. Plus tard, dans une interview avec Star Magazine, il a été révélé que Jennifer souffrait d'alcoolisme et avait besoin de l'attention de Bam, réalisant que celui-ci s'éloignait de leur relation pour se rapprocher de ses cercles d'amis et d'amusement. Après avoir appelé la radio, Jennifer a détruit le véhicule que Bam lui avait offert. Elle a ensuite écrit sur son site internet que le saccage de la maison de Bam, dans le cadre de l'émission Viva la Bam, était un message subtil destiné à exprimer ses sentiments. Par la suite, elle a tenté de revenir sur ses propos, admettant qu'elle avait également trompé Bam.
En février 2007, Bam s'est marié avec Missy Rothstein. Leur mariage a été documenté dans une nouvelle émission télévisée diffusée sur MTV, Bam's Unholy Union, qui montrait les préparatifs du mariage. Leur lune de miel a eu lieu à Dubaï, mais le couple a divorcé en novembre 2012.
Le 5 octobre 2013, Bam a épousé Nicole Boyd, et de leur union est né un enfant en 2017. Cependant, le couple s'est séparé à l'automne 2021, Bam annonçant alors que leur mariage n'était pas valide légalement, car la cérémonie n'avait pas eu lieu aux États-Unis.
En mai 2024, Bam a annoncé qu'il s'était marié avec Dannii Marie, avec qui il s'était fiancé quelques mois plus tôt.

## Filmographie

### Télévision
- Jackass (2000 - 2002)
- Viva La Bam (2003 - 2006)
- Bam's Unholy Union (2007)
- Jackassworld.com: 24 Hours Takeover (Spécial MTV, 2008)
- Nitro Circus (2009, Deux épisodes)
- Bam's World Domination (2010)

### Cinéma
- Jackass, le film (2002)
- Haggard (2003)
- Grind (2003)
- Charlie's Angels : Les Anges se déchaînent ! (2003)
- Jackass: Number Two (2006)
- The Dudesons Movie (2006)
- Jackass 2.5 (2007)
- Bam Margera Presents: Where the ♯$&% Is Santa? (es) (2008)
- Minghags (2009)
- Jackass 3D (2010)
- Jackass 3.5 (2011)

### DVD/Vidéos
- CKY: Landspeed (1999)
- CKY2K (2000)
- CKY3 (2001)
- CKY4: The Latest & Greatest (2002)
- Elementality (2005)

## Publication
- Bam Margera, Serious As Dog Dirt (2009)

## Autres
Margera anime sa propre émission hebdomadaire radiophonique Radio Bam sur la station Sirius.
Bam Margera participe avec Ryan Dunn à une nouvelle série télévisée Bam's world domination qui est diffusée à partir du 30 octobre 2010 sur Spike TV, l'épisode 1 a été filmé en Angleterre. Il participe également à Jackass 3D.
Le 12 juin 2010, Bam Margera a été la victime d'une femme âgée de 59 ans qui s'est acharnée sur lui à l'aide d'une batte de baseball, à l'extérieur de son bar situé en Pennsylvanie. Il a pu quitter l'hôpital deux jours plus tard pour pouvoir tourner Jackass 3D.
On peut retrouver Bam Margera dans presque tous les jeux vidéo de la série Tony Hawk comme personnage jouable : Pro Skater 2, Pro Skater 3, Pro Skater 4, Underground, Underground 2, American Wasteland, Project 8 et Proving Ground.